# Lijst van afleveringen van Checkpoint (seizoen 21)
Dit is een lijst van afleveringen van seizoen 21 van Checkpoint. In onderstaande schema's staan de gestelde vraagstukken aangegeven, de getrokken conclusies en de notities van de test.

## Inleiding
Voor het eerst sinds het derde seizoen (voorjaar 2010) is het format inhoudelijk grondig op de schop gegaan. Er is overgegaan op een opzet dat gelijkenissen toont met het Britse Scrapheap Challenge. In deze wekelijkse jongens/meidentests krijgen de jongens en meiden testteamleden een bouwopdracht die inhoudt dat ze een bepaalde constructie in elkaar moeten knutselen met  behulp van materialen uit een afvalberg. De aflevering wordt afgesloten met een finale waarin de testteamleden de strijd met elkaar aangaan met hun constructies. Naast deze vernieuwde jongens/meidentest zijn de enkele seizoenen eerder geïntroduceerde kijkersvragen uitgebreid en nu een vast onderdeel van het programma. Dit onderdeel wordt gepresenteerd door Tim Schouten, die vanaf dit seizoen geen testteamlid meer is.
De rest van de cast is eveneens radicaal veranderd, met als belangrijkste wijziging de hoofdpresentatie. Rachel Rosier is na tien seizoen vertrokken. Haar plaats is overgenomen door Michiel Beumer, die voorheen achter de schermen werkzaam was en al enige tijd te zien was als internetpresentator van Checkpoint. Ook binnen het testteam vonden wisselingen plaats. Nur, Cody, Anne, Shaniqua, Ava-Luna en Remy, die de meeste seizoenen aller tijden heeft meegedraaid, hebben het testteam verlaten. Naast de introductie van nieuwe gezichten in hun plaatsen is Aaron na enkele seizoenen afwezigheid teruggekeerd als testteamlid voor seizoen 21.

## Samenstelling testteam
- Quinten Beuzenberg (vanaf seizoen 21)
- Shanella Bleecke (vanaf seizoen 21)
- Aaron Castrop (seizoen 14 t/m 18 en vanaf seizoen 21)
- Romy Ende (vanaf seizoen 21)
- Jaro Frijn (vanaf seizoen 13)
- Rick Gerritsen (vanaf seizoen 21)
- Eveline Hoogenraad (vanaf seizoen 21)
- Bram Koch (vanaf seizoen 21)
- Gianni Koorndijk (vanaf seizoen 13)
- Mila Mochèl (vanaf seizoen 18)
- Luuk Nouwen (vanaf seizoen 19)
- Nigel Onwuachu (vanaf seizoen 15)
- Bert-Jan Overeem (vanaf seizoen 21)
- Sem Peelen (vanaf seizoen 11)
- Mabèl Reichenfeld (vanaf seizoen 21)
- Romy Ruitenbeek (vanaf seizoen 18)
- Loïs Vorsterman van Oijen (vanaf seizoen 21)
- Marissa Wildeboer (vanaf seizoen 19)

## Afleveringen

### Aflevering 1
Uitzenddatum: 9 januari 2021

#### Jongens vs Meiden
| Uitdaging                | Winnaar | Notities |
| ------------------------ | ------- | --- |
| Middeleeuws wapen bouwen | Jongens | De jongens en de meiden moesten een middeleeuws wapen bouwen om een uit pallets opgebouwd kasteeldecor ten gronde te schieten. Beide partijen hadden een verschillend plan van aanpak. Zo bouwden de meiden een uitvergrote katapult, terwijl de jongens kozen voor een trebuchet. Tussendoor kregen ze de mogelijkheid om hun constructies uit te testen. Ze schoten daarvoor met voetballen op testpoppen, respectievelijk met bowlingballen op auto's. Aan het einde van de dag moesten ze met hun uiteindelijke constructies het kasteeldecor aan barrels schieten. De meiden wisten al snel een voorsprong uit te bouwen, maar de jongens wisten terug te komen en hadden het kasteel uiteindelijk als eerste volledig tegen de vlakte. |

#### Kijkersvraag
| Vraag                                                | Antwoord     | Notities |
| ---------------------------------------------------- | ------------ | --- |
| Wat gebeurt er als twee kogels elkaar precies raken? | Ze ketsen af | Deze test werd eerst uitgevoerd met twee op elkaar gerichte paintballgeweren. De balletjes spatten uit elkaar, maar echte kogels waren natuurlijk van metaal. Daarom werd de test nog eens herhaald met metalen balletjes die met de druk uit een brandblusser precies tegen elkaar aan werden gericht. Ze ketsten af. |

### Aflevering 2
Uitzenddatum: 16 januari 2021

#### Jongens vs Meiden
| Uitdaging                    | Winnaar | Notities |
| ---------------------------- | ------- | --- |
| Crashbestendige fiets bouwen | Jongens | In de tweede aflevering moesten de jongens en de meiden een fiets crashbestendig maken. Beide partijen hadden een andere methode uitgedacht. De meiden bouwden een dempende constructie uit hout met kussens waarbij de fietser een zogenaamde BouncingBubble droeg. De jongens bouwden met behulp van trampolinebeugels een kooiconstructie waarin de fietser zat vastgesnoerd. Aan het einde van de dag reed presentator Michiel de beide fietsen aan. Hierbij kwam de constructie van de jongens als winnaar naar voren. |

#### Kijkersvraag
| Onderwerp                                    | Notities |
| -------------------------------------------- | --- |
| Methodes om te leren skaten zonder te vallen | Er werden twee methodes uitgetest. Als eerste werd testteamlid Mila, die voor aanvang van deze test totaal niet kon skaten, met elastieken opgehangen in een houten kooiconstructie op wieltjes. Hiermee wist ze succesvol een ramp te nemen en een stuk te grinden. In een poging om vrijer te bewegen werd er nog een tweede test gedaan waarbij Mila alleen aan een zekeringstouw hing. Hiermee lukte het haar echter niet om goed te skaten. |

### Aflevering 3
Uitzenddatum: 23 januari 2021

#### Jongens vs Meiden
| Uitdaging         | Winnaar | Notities |
| ----------------- | ------- | --- |
| Vechtrobot bouwen | Meiden  | De jongens en de meiden kregen de opdracht om radiografisch bestuurbare auto om te bouwen tot een kleine vechtrobot. Als wapen voorzagen de jongens hun robot van een shredder aan de voorkant om de robot van de meiden schade toe te brengen. De meiden hun uitrustingsstuk was een gasbrander waarmee ze de robot van de jongens met behulp van vuur hoopten te verslaan. Deze laatstgenoemde tactiek bleek de juiste te zijn; doordat de jongens voor hun robot veel plastic onderdelen hadden gebruikt, wisten de meiden het robotgevecht te winnen. |

#### Kijkersvraag
| Onderwerp                                          | Notities |
| -------------------------------------------------- | --- |
| Methodes om een foto te maken zonder elektriciteit | Voor deze kijkersvraag werden twee methodes uitgeprobeerd. Als eerste werd gebruikgemaakt van pin art. Hiervoor drukte copresentator Tim zijn gezicht in een paneel met pinnen en presentator Michiel moest herkennen wiens gezicht het was. Hij herkende hem niet. Waar wel succes mee werd geboekt, was een uitvergrote versie van een camera obscura, in de laadruimte van een vrachtwagen. Het beeld van buiten werd ondersteboven geprojecteerd op de binnenwanden van de wagen. Wanneer hier fotopapier tegenaan zou worden geplakt, kon er op deze wijze een foto worden gemaakt. |

### Aflevering 4
Uitzenddatum: 30 januari 2021

#### Jongens vs Meiden
| Uitdaging           | Winnaar | Notities |
| ------------------- | ------- | --- |
| Speeltoestel bouwen | Meiden  | De jongens en de meiden kregen de opdracht om een nieuw speeltoestel te bouwen voor op een schoolplein. De jongens bouwden een kabelbaan van waaruit op doelen geschoten kon worden. De meiden bouwden grote een wipconstructie die ook kon ronddraaien. Om te bepalen wie het beste toestel had gebouwd, werd er een stemming gehouden met een schoolklas. Bij de constructie van de meiden verzamelden zich de meeste kinderen – 13 stuks, waar de jongens er 11 hadden. |

#### Kijkersvraag
| Vraag                                                   | Notities |
| ------------------------------------------------------- | --- |
| Is een groot piepschuim vliegtuig beter dan een kleine? | Om dit uit te zoeken, werden er uit piepschuim grotere varianten gemaakt van het bekende piepschuim vliegtuigje. Een exemplaar dat vijf keer zo groot was als normaal, kon nog behoorlijk vliegen. Een uit een kluiten gewassen exemplaar bleek echter totaal niet vliegwaardig. |

### Aflevering 5
Uitzenddatum: 6 februari 2021

#### Jongens vs Meiden
| Uitdaging              | Winnaar | Notities |
| ---------------------- | ------- | --- |
| Offroad skelter bouwen | Jongens | In de vijfde bouwopdracht van het seizoen bouwden de jongens en de meiden een skelter zo om dat hij offroad kon rijden. Beide partijen motoriseerden hun constructie; de jongens gebruikten een motor uit een brommer en de meiden een uit een grasmaaier. Met hun gemotoriseerde voertuigen verschenen partijen aan de start van een over en rond het testterrein uitgezet offroad parcours. Hierbij ging testteamlid Luuk voor de jongens rijden en Loïs voor de meiden. Na twee rondes passeerde Luuk namens de jongens als eerste de zwart-wit geblokte vlag. |

#### Kijkersvraag
| Vraag                                                | Antwoord                                       | Notities |
| ---------------------------------------------------- | ---------------------------------------------- | --- |
| Kun je met een hogere schommel ook hoger schommelen? | Ja, zeker als je er een brandblusser onder zet | Deze test werd uitgevoerd door testteamlid Shanella, onder begeleiding van presentatoren Michiel en Tim. Op een gewone schommel wist Shanella 1m70 hoog te komen. Op een hogere schommel kwam ze wel iets hoger, maar als spectaculair merkte het drietal het niet aan. Er werd nog een laatste poging ondernomen waarbij er een brandblusser onder het zitvlak werd aangebracht. Tijdens de voorwaartse slinger kon hiermee nog een extra snelheidsboost worden toegepast. Hiermee kwam Shanella wel aanzienlijk hoger. |

### Aflevering 6
Uitzenddatum: 13 februari 2021

#### Jongens vs Meiden
| Uitdaging                | Winnaar | Notities |
| ------------------------ | ------- | --- |
| Door een file heen komen | Jongens | De testteamleden kregen de opdracht van presentator Michiel om een manier te vinden om sneller met de auto door een file heen te komen. Daarvoor dachten de jongens en de meiden verschillende methoden uit. Zo kwamen de jongens op de proppen met een kolossale hangconstructie op wieltjes, waarin ze hun auto optakelden. Dit geheel kon over de file heen gereden worden. De meiden monteerden allemaal wieltjes op de zijkant van hun auto in de hoop hem gekanteld tussen de file door te duwen. Op het laatste moment bleek dat ze nog het dak van de auto af moesten zagen zodat hun zijwaarts gekantelde auto daadwerkelijk tussen de file doorgereden kon worden. In de finale ging het echter faliekant mis voor de meiden; hun gekantelde auto verloor het evenwicht en beschadigde een andere auto die in de file stond. Hierdoor waren het de jongens die de overwinning binnensleepten. |

#### Kijkersvraag
| Vraag                                            | Antwoord                     | Notities                                                                                  |
| ------------------------------------------------ | ---------------------------- | ----------------------------------------------------------------------------------------- |
| Kun je nog wat anders doen met een kapotte auto? | Ja, een eigen dj-booth maken | Het testteam haalde verschillende onderdelen uit de auto en bouwde hier een dj-booth mee. |

### Aflevering 7
Uitzenddatum: 20 februari 2021

#### Jongens vs Meiden
| Uitdaging                        | Winnaar | Notities |
| -------------------------------- | ------- | --- |
| Alternatieve vuurwerkshow bouwen | Jongens | De testteamleden kregen de opdracht om een alternatieve vuurwerkshow te bouwen zonder daar vuurwerk voor te gebruiken. Deze werd aan het einde van de uitzending in het donker opgevoerd, waarna een professioneel pyrotechnicus zou bepalen wie de winnaar zou zijn. Dit waren de jongens. |

#### Kijkersvraag
| Onderwerp                                  | Notities |
| ------------------------------------------ | --- |
| Manieren om besjes altijd raak te schieten | Zowel het besjes schieten door een buis als met een katapult kwam aan te pas. Begonnen werd met de buis. Er werd een uitvergrote versie gebouwd waarbij in plaats van besjes balletjes zoals bij paintball werden gebruikt. Deze werden met behulp van een brandblusser gelanceerd en dat werkte goed. Als tweede werd ook gekeken naar een uitvergroting voor de katapult. Na een eerste mislukte poging met een tussen palen gespannen elastiek bleek een trebuchet uiteindelijk de beste methode. |

### Aflevering 8
Uitzenddatum: 27 februari 2021

#### Jongens vs Meiden
| Uitdaging    | Winnaar | Notities |
| ------------ | ------- | --- |
| Raket bouwen | Meiden  | In deze aflevering moesten de jongens en de meiden een modelraket bouwen waar drie eieren (als astronauten) veilig in gelanceerd konden worden en ook veilig konden landen. De meiden kozen voor een raket die werd weggeschoten met behulp van brandblussers, waar de jongens hun spreekwoordelijke geld zetten op het bouwen van een waterraket. De raket van de meiden kwam 35 meter hoog en landde ook veilig met behulp van een parachute, waardoor alle drie de eieren het overleefden. De raket van de jongens kwam niet hoger dan 20 meter en landde ook niet goed, waardoor twee van de drie eieren sneuvelden. De meiden behaalden daarmee een dominante overwinning in deze aflevering. |

#### Kijkersvraag
| Onderwerp                                  | Notities |
| ------------------------------------------ | --- |
| Manieren om vissen onder water te bekijken | Om tijdens het vissen ook de vissen onder water te kunnen zien, knutselde Tim twee constructies in elkaar. Als eerste bouwde hij met pijpen een periscoop die hij onder water kon steken. De tweede methode was een doorzichtige boot waarbij, als hij zou drijven, door de bodem onder water gekeken kon worden. Het water waar deze boot op werd getest was troebel, maar aangenomen werd dat als het water helder zou zijn, dat het dan wel zou hebben gewerkt. |

### Aflevering 9
Uitzenddatum: 6 maart 2021

#### Jongens vs Meiden
| Uitdaging        | Winnaar | Notities |
| ---------------- | ------- | --- |
| Speedboot bouwen | Meiden  | Zowel de jongens als de meiden kregen een gelijkwaardige rubberboot. Deze moesten ze ombouwen tot een speedboot. Voor de motorisering gebruikten de meiden de motor van een boormachine, de jongens kozen uiteindelijk een grastrimmer. In de finale was er een slalomparcours uitgezet op water en toen bleken beide boten echter teleurstellend langzaam te gaan. De meiden kwamen echter als eerste aan de finish, met een tijd van 7'42" minuten, tegen 10'08" minuten voor de jongens. |

#### Kijkersvraag
| Vraag                                         | Antwoord                                             | Notities |
| --------------------------------------------- | ---------------------------------------------------- | --- |
| Kun je zonder banden rijden?                  | Als je geen hoge eisen hebt kan het, maar beter niet | Om dit te testen werden bij een personenauto de banden lekgereden en uiteindelijk de voorbanden zelfs in zijn geheel verwijderd waardoor er vol op de velg werd gereden. De auto kwam vooruit, maar de velg vonkte behoorlijk en veroorzaakte ook flinke bekrassing aan de bestrating. |
| Wie hebben er meer geduld, jongens of meiden? | Meiden                                               | Voor deze test belden de testteamleden verschillende collega-testteamleden op, maar zette deze echter gelijk in de wacht. Gemeten werd hoe lang het zou duren voordat iedereen zou ophangen. Begonnen werd met het bellen van drie jongens testteamleden, die na verschillende tijden inhaakten. Het eerste meisje dat gebeld werd – testteamlid Shanella, bleef met 6'40" minuten in haar eentje echter al langer hangen dan alle drie de jongens bij elkaar. |

### Aflevering 10
Uitzenddatum: 13 maart 2021

#### Jongens vs Meiden
| Uitdaging                                           | Winnaar | Notities |
| --------------------------------------------------- | ------- | --- |
| Een politieauto ombouwen om een crimineel te vangen | Jongens | Zowel de jongens als de meiden kregen een gelijkwaardige politieauto. Hier moesten ze naar eigen inzicht uitrustingsstukken om installeren om zo snel mogelijk een crimineel in zijn vluchtauto tot stoppen te brengen. De jongens wisten met de zelfgemaakte hulpmiddelen op hun auto daadwerkelijk de vluchtauto tot stilstand te krijgen, de meiden slaagden hier niet in. |

#### Kijkersvraag
| Onderwerp                                      | Notities |
| ---------------------------------------------- | --- |
| Minder last hebben van een zware rugzak        | Om te voorkomen dat een volgeladen schooltas minder last op de rug zou geven, werd er een veersysteem ontwikkeld dat mee kon veren bij iedere stap die gezet werd.                                            |
| Fietsslot open krijgen als de sleutel kwijt is | Deze test werd uitgevoerd met kettingsloten die twee minuten in vloeibare stikstof werden gedoopt. Hierdoor werd het metaal dusdanig broos dat de kettingen simpel met een hamer konden worden kapotgeslagen. |

### Aflevering 11
Uitzenddatum: 20 maart 2021

#### Jongens vs Meiden
| Uitdaging                                           | Winnaar | Notities |
| --------------------------------------------------- | ------- | --- |
| Een auto ombouwen om een voetbalelftal te vervoeren | Meiden  | Zowel de jongens als de meiden kozen voor een verschillende aanpak. Zo bouwden de jongens twee aanhangers om henzelf, elf voetballers (paspoppen) en hun bagage mee te krijgen. De meiden trachtten dit te bereiken door op het dak van de auto twee extra verdiepingen aan te brengen. In de finale bleek de laatste methode in het voordeel te zijn toen na twee andere rijvaardigheidstests de auto's ingeparkeerd moesten worden. De jongens slaagden er met hun twee aanhangers niet in de auto in te parkeren, wat de meiden met hun constructie wel lukte. Daarmee waren de meiden de winnaars van deze aflevering. Met vijf punten tegen zes voor de jongens over de gehele loop van het seizoen brachten ze hun achterstand terug tot nog slechts één punt. |

#### Kijkersvraag
In de kijkersvraag van deze week werd een poging ondernomen om oud-Hollandse spelletjes leuker te maken
| Spel      | Notities |
| --------- | --- |
| Gatenkaas | Van het bord met gaten werd een uitvergrote versie gebruikt. De kogel werd opgeschaald tot een bowlingbal, die ook nog in brand werd gestoken. Wanneer deze door een van de gaten zou vallen, zou een explosie volgen. Het bleek een succesvolle methode. |
| Rolbanen  | De bij het rolbanen gebruikte schijven werden opgeschaald tot autobanden die vanuit een constructie naar beneden werden gerold en over de grond richting een doel rolden. Ook deze methode bleek succesvol.                                               |

### Aflevering 12
Uitzenddatum: 27 maart 2021

#### Jongens vs Meiden
| Uitdaging       | Winnaar | Notities |
| --------------- | ------- | --- |
| Zeepkist bouwen | Jongens | In de twaalfde aflevering van Checkpoint seizoen 21 gingen de jongens en de meiden aan de slag met het bouwen van een zeepkist. De jongens bouwden deze uit een boot waar ze wielen onder plaatsen. De meiden voegden een rolstoel en een scootmobiel samen om tot een nieuw voertuig te komen. De winst werd uiteindelijk bepaald door de beide zeepkisten van een dijkweg af te laten rijden. In dit parcours liep een bocht en waren diverse obstakels geplaatst die ontweken of bedwongen moesten worden. De meiden legden dit parcours als eerste af en waren met 21 seconden beneden. De jongens echter wisten hen nog op verrassende wijze te kloppen met 16 seconden. |

#### Kijkersvraag
| Vraag                                        | Notities |
| -------------------------------------------- | --- |
| Hoe kun je hoger springen met een pogostick? | Om dit te bewerkstelligen werden er twee dingen geprobeerd. Eerst kreeg testteamlid Jaro onder zijn beide voeten een springveer waarmee hij hoger moest proberen te komen. Dit bleek echter niet te werken. De tweede methode was een uitvergrote pogostick waarbij de vering uit een auto afkomstig was. Deze constructie bleek echter erg zwaar en Jaro kwam er niet spectaculair hoger mee. |

### Aflevering 13
Uitzenddatum: 3 april 2021

#### Jongens vs Meiden
| Uitdaging                         | Winnaar    | Notities |
| --------------------------------- | ---------- | --- |
| Met een auto door een lawine heen | Gelijkspel | Om met de auto door een hoop sneeuw heen te komen, kwamen de jongens en de meiden met verschillende methoden. De meiden zochten hun heil in het monteren van gasbranders voorop de auto, de jongens zaagden een badkuip doormidden om deze als sneeuwschuiver te gebruiken. Beiden hadden ze ook een waterinstallatie voorzien om de sneeuw sneller te laten smelten. In de finale hielden beide constructies niet lang stand en uiteindelijk werd bij zowel de jongens als de meiden overgegaan op handwerk. Hierop brak presentator Michiel de strijd af en riep een gelijkspel uit. |

#### Kijkersvraag
In de kijkersvraag stond de eenwieler centraal.
| Onderwerp                | Notities |
| ------------------------ | --- |
| Fietsen op een eenwieler | Als eerste poging werd met buizen, een autowiel, fietstrappers en een zadel een uitvergrote eenwieler gebouwd. Later werd er overgegaan op het gebruiken van een monowiel. |

### Aflevering 14
Uitzenddatum: 10 april 2021

#### Jongens vs Meiden
| Uitdaging   | Winnaar | Notities |
| ----------- | ------- | --- |
| Tank bouwen | Meiden  | De opdracht van deze aflevering was om een tank te bouwen van een scootmobiel. Presentator Michiel had, naast deze scootmobiel, ook al een systeem voorzien voor een tennisballenkanon. Het was aan de testteamleden om het kanon verder uit te bouwen, inclusief de bepantsering. Zowel de jongens als de meiden vergrootten hun constructie door een aanhanger achter de scootmobiel te plaatsen en dit geheel verder uit te bouwen tot een zo volwaardig mogelijke tank. De finale bestond uit een parcours waarbij de beide tanks eerst drie targets moesten omschieten en vervolgens de ander moesten uitschakelen. Uiteindelijk waren het de meiden die de jongens wisten te verslaan en daarmee victorie kraaiden. |

#### Kijkersvraag
In de kijkersvraag stond de kiddy ride (hobbelpaard) centraal.
| Onderwerp                        | Notities |
| -------------------------------- | --- |
| Kiddy ride spectaculairder maken | Als eerste poging werd het paard vervangen door een snowboard, waardoor geoefend kon worden met snowboarden. In de tweede deeltest werden er wielen onder de kiddy ride gezet en werd het motorsysteem voorzien van een extra overbrenging naar die wielen toe, zodat het apparaat ook kon rijden. |

### Aflevering 15
Uitzenddatum: 17 april 2021

#### Jongens vs Meiden
| Uitdaging                     | Winnaar    | Notities |
| ----------------------------- | ---------- | --- |
| Multifunctionele fiets bouwen | Gelijkspel | Zowel de jongens als de meiden testteamleden kregen een fiets ter beschikking. Deze moesten zo omgebouwd worden dat al fietsend naar school het complete ochtendritueel doorlopen moest worden. Zo moest er worden gedoucht, aangekleed, tanden gepoetst, ontbeten en huiswerk worden gemaakt. Bij zowel de jongens als de meiden werden alle handelingen correct uitgevoerd en de beide partijen werden tot winnaar uitgeroepen. |

#### Kijkersvraag
| Onderwerp                                       | Notities |
| ----------------------------------------------- | --- |
| Voorttrekken met radiografisch bestuurde auto's | Voor deze kijkersvraag nam testteamlid Mila plaats in een karretje en probeerde ze zich voort te laten trekken door een serie radiografisch bestuurbare auto's. Dit lukte uiteindelijk toen de verschillende auto's in een frame werden gezet en de verschillende afstandsbedieningen met een systeem tegelijk bestuurd konden worden. |

### Aflevering 16
Uitzenddatum: 24 april 2021

#### Jongens vs Meiden
| Uitdaging                       | Winnaar | Notities |
| ------------------------------- | ------- | --- |
| Kamer beveiligen met boobytraps | Meiden  | De jongens en de meiden hadden beiden een kamer die ze moesten beveiligen tegen dieven. Dat moesten ze doen door boobytraps aan moesten leggen a la Home Alone. Uiteindelijk moest een dief de kamers binnendringen om in een zo kort mogelijke tijd de inhoud uit hun kluis te halen en mee naar buiten te nemen. Bij de jongens was het testteamlid Shanella die de rol van dief voor haar rekening nam. Zij wist de inhoud van de kluis in 7'36" minuten buiten te brengen. Bij de meiden probeerde Jaro dit, maar die deed er wel 8'32" minuten over. Hierdoor kwamen de meiden in deze laatste aflevering als winnaars uit de bus. Met een eindstand van 9-9 (7 overwinningen voor zowel jongens als meiden en 2 maal gelijkspel) eindigde seizoen 21 overall in een gelijkspel. |

#### Kijkersvraag
| Onderwerp                    | Notities |
| ---------------------------- | --- |
| Zwemmen zonder nat te worden | De testteamleden testten methoden uit om te kunnen zwemmen zonder nat te worden. De eerste deeltest werd op het droge gedaan. Testteamlid Marissa ging op haar buik op een skateboard liggen en probeerde vooruit te komen. Dit bleek het echter nog niet helemaal te zijn. De tweede deeltest werd gedaan met een drijvende stellage op het water. Testteamlid Shanella ging hier bovenop liggen en werd met armen en benen verbonden aan een testpop die onderaan hing. Door vanuit haar positie de zwembewegingen te maken, kwam ze daadwerkelijk vooruit. Dit voelde meer aan als zwemmen en de test werd als succes bestempeld. |

### Aflevering 17
Uitzenddatum: 1 mei 2021
Zoals gebruikelijk worden in de laatste aflevering van het seizoen de tien beste momenten uit de voorgaande afleveringen getoond. In dit geval werd de focus gelegd op de verschillende jongens/meidenduels.
| #  | Uitdaging                                           | Aflevering |
| -- | --------------------------------------------------- | ---------- |
| 1  | Middeleeuws wapen bouwen                            | 1          |
| 2  | Zeepkist bouwen                                     | 12         |
| 3  | Raket bouwen                                        | 8          |
| 4  | Een auto ombouwen om een voetbalelftal te vervoeren | 11         |
| 5  | Een politieauto ombouwen om een crimineel te vangen | 10         |
| 6  | Offroad skelter bouwen                              | 5          |
| 7  | Alternatieve vuurwerkshow bouwen                    | 7          |
| 8  | Vechtrobot bouwen                                   | 3          |
| 9  | Tank bouwen                                         | 14         |
| 10 | Speeltoestel bouwen                                 | 4          |

Naast de tien beste tests werden er ook fragmenten getoond uit de verschillende kijkersvragen. Dit waren: de kiddyride, de kogels tegen elkaar, het voorttrekken met radiografisch bestuurde auto's, de oud-Hollandse spelletjes, de eenwieler en het onder water kijken.

## Kijkcijfers zaterdagafleveringen
| Datum            | Aantal kijkers | Marktaandeel |
| ---------------- | -------------- | ------------ |
| 9 januari 2021   | 48.000         | 7,6%         |
| 16 januari 2021  | 36.000         | 5,0%         |
| 23 januari 2021  | 54.000         | 6,7%         |
| 30 januari 2021  | 41.000         | 6,4%         |
| 6 februari 2021  | 59.000         | 8,7%         |
| 13 februari 2021 | 38.000         | 5,0%         |
| 20 februari 2021 | 60.000         | 8,9%         |
| 27 februari 2021 | 53.000         | 7,6%         |
| 6 maart 2021     | 47.000         | 7,0%         |
| 13 maart 2021    | 34.000         | 4,8%         |
| 20 maart 2021    | 52.000         | 8,0%         |
| 27 maart 2021    | 47.000         | 6,1%         |
| 3 april 2021     | 44.000         | 8,0%         |
| 10 april 2021    | 29.000         | 4,4%         |
| 17 april 2021    | 47.000         | 7,1%         |
| 24 april 2021    | 48.000         | 8,3%         |
| 1 mei 2021       | 26.000         | 4,3%         |